# Generalne Gubernatorstwo Korei
Generalne Gubernatorstwo Korei (jap. 大日本帝國 朝鮮, Dai-Nippon Teikoku Chōsen; kor. 조선총독부), również pod japońską nazwą Chōsen (jap. 朝鮮 od kor. 조선, Joseon) – istniejąca od 22 sierpnia 1910 do 15 sierpnia 1945 roku kolonialna gubernia Cesarstwa Wielkiej Japonii, powstała wskutek aneksji Cesarstwa Koreańskiego.

## Historia

Pieczęć generała-gubernatora

W 1910 roku ostatni koreański cesarz Sunjong podpisał traktat aneksyjny swojego kraju po tym Japonia anektowała Koreę. Protektorat zmieniono na Generalne Gubernatorstwo Korei. Pod panowaniem japońskim zaczęła rozwijać się gospodarka. Na północy rozwijał się przemysł, a na żyznym południu zmodernizowano rolnictwo. Zaczęła się japonizacja społeczeństwa, Koreańczycy jednak nie pogodzili się z obcym panowaniem i organizowali protesty przeciwko japońskim rządom, natomiast Japończycy bezwzględnie rozprawiali się z przejawami niezależności ze strony Koreańczyków. Przeciwko japońskiemu panowaniu działali m.in. Yo Un-hyong, nacjonalista Kim Gu, późniejszy przywódca Korei Północnej Kim Il Sung, czy też jego ojciec Kim Hyong Jik.
Japońskie rządy zakończyły się po klęsce Japonii w II wojnie światowej wraz z wkroczeniem Armii Czerwonej od północy i zajęciu południowej części kraju przez wojska Stanów Zjednoczonych. Wzdłuż 38 równoleżnika powstała linia demarkacyjna, która stała się przyczyną powojennego podziału półwyspu na dwa zwaśnione państwa koreańskie – Koreańską Republikę Ludowo-Demokratyczną ze stolicą w Pjongjangu oraz Republikę Korei ze stolicą w Seulu.

## Lista japońskich gubernatorów w Korei

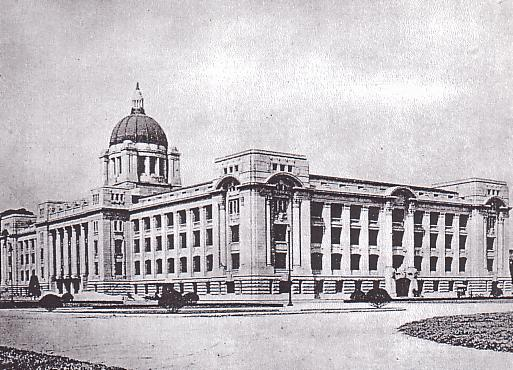
Siedziba japońskich władz okupacyjnych w Korei

- 1910–1916 – feldmarszałek Masatake Terauchi
- 1916–1919 – feldmarszałek Hasegawa Yoshimichi
- 1919–1927 – wicehrabia Admirał Makoto Saitō
- 1927 – generał Kazushige Ugaki
- 1927–1929 – generał Hanzo Yamanashi
- 1929–1931 – wicehrabia Admirał Makoto Saitō (drugi raz)
- 1931–1936 – generał Kazushige Ugaki (drugi raz)
- 1936–1942 – generał Jirō Minami
- 1942–1944 – generał Kuniaki Koiso
- 1944–1945 – generał Nobuyuki Abe